# Rhabdoon singulare
Rhabdoon singulare är en nässeldjursart som beskrevs av Wilhelm Moritz Keferstein och Ehlers 1861 . Rhabdoon singulare ingår i släktet Rhabdoon och familjen Tubulariidae. Inga underarter finns listade i Catalogue of Life.